# Federación Castellana de Deportes Atléticos
Federación Castellana de Deportes Atléticos fue una federación atlética española, actualmente disuelta, fundada de iure en 1918, año de la aprobación de sus Estatutos.

## Historia
La Federación Castellana de Deportes Atléticos inició su andadura con una primera reunión, convocados los delegados de diversas sociedades por la Sociedad Deportiva Obrera en su sede, a la que acudió una numerosa participación. Se acordó por unanimidad el propósito de constituir la Federación y para preparar el proyecto de Estatutos sociales se nombró una comisión, que debía dar cuenta de sus trabajos el 30 de septiembre. Los Estatutos se aprobaron el 10 de octubre de 1918 y se editaron inmediatamente.
La Federación Castellana fue una de las que acudieron a la Asamblea de Federaciones Atléticas de España, celebrada en Bilbao el 27 de marzo de 1920.
Los Estatutos fueron aprobados en asamblea (la formaban 11 clubes) y se basaban en los reglamentos de la Unión de Sociedades Francesas de Deportes Atléticos (USFSA). Decían, entre otras muchas cosas, que será misión suya: la organización de pruebas oficiales y de formación y conservación del censo atlético de la región, así como la estadística y movimiento de récords regionales.
En 1927, Río, Fernández, Monje, Seijas y Martín, entre otros, defendieron "el pabellón de Castilla" en el XII Cross Nacional.
En 1931, su sede estaba en la calle Atocha 68 (Ferroviaria) de la ciudad de Madrid. Ese mismo año, el periodista Jacinto Torío daba la noticia de la creación del madrileño Centro de Estudios Castellanos en esta misma dirección (denominada Casa de Castilla).
Tuvo, entre otros presidentes, a Román Sánchez Anas, con el seudónimo de Rubryk, destacado cronista deportivo de la primera mitad del siglo XX.